# 장용위
장용위(壯勇衛)는 조선시대 군영 중 하나로 1785년(정조 9년)에 설치된 국왕의 개인 신변 호위 부대이다. 설치 초기에는 50명 규모의 소수 인원으로 구성되었으나, 점차 규모가 확대되어 1793년(정조 17년)에는 정규군 부대인 장용영(壯勇營)으로 승격 개편되었다.

## 역사
정조가 1776년 즉위한 후, 잇따른 암살 시도로부터 자신을 보호하고자 이듬해인 1777년에 홍국영을 책임자를 하는 숙위소를 설치하였다. 1779년에 홍국영을 실각시킨 후, 기존의 숙위소를 대체할 목적으로 1782년 봄에 무예출신(武藝出身) 및 군영 경력자 가운데 30명을 선발하여 창경궁 명정전의 남쪽 행랑에 숙직시켰다. 훈련도감 내의 별기군(別技軍) 가운데 능력이 뛰어난 자를 뽑아 무예별감(武藝別監)으로 삼았는데, 무예별감 가운데 무과(武科) 과거시험에 급제한 자들이 무예출신이다. 일반 무과 합격자보다 무예별감 출신 무과 합격자를 우대한 것이다. 1785년에 이를 장용위라 이름 붙이면서 공식 설치되었으며, 이후 정원을 점차 확대하여 1793년에는 서울의 내영(內營, 장용내영)과 수원의 외영(外營, 장용외영)으로 된 장용영으로 승격되었다. 장용영은 정조 사후인 1802년(순조 2년)에 폐지된다.

## 관제
- 병방(兵房) : 장용위 지휘 대장. 1783년 설치, 장용위가 장용영으로 개편될 때 장용사(壯勇使)로 개칭됨.
- 호방(戶房) : 장용위 재정 담당.
- 선기장(善騎將) : 3품 당상관 임명. 1787년 설치.
- 파총(把摠) : 2품 절도사 또는 방어사를 임명. 1788년 설치.
- 종사관(從事官) : 음관(蔭官)을 임명. 1787년 설치.
- 초관(哨官) : 초(哨)[1]의 지휘관. 1787년 설치.

## 편제
- 좌초(左哨) : 1788년 설치
- 우초(右哨) : 1791년 설치
- 중초(中哨) : 1793년 설치

## 기타
장용위는 정조 시대에 설치된 것이 대표적이나, 조선 전기인 성종, 중종, 선조 시기에도 장용위라는 명칭으로 군부대가 설치된 적이 있다.

## 같이 보기
- 장용영
- 숙위소